# Ecuador i olympiska sommarspelen 2008
Ecuador i olympiska sommarspelen 2008 bestod av 25 idrottare som blivit uttagna av Ecuadors olympiska kommitté.

## Boxning
- Huvudartikel: Boxning vid olympiska sommarspelen 2008

| José Luis Meza      | Lätt flugvikt |                      | Barnes (IRL) L 8-14 | Gick inte vidare  | Gick inte vidare | Gick inte vidare | Gick inte vidare |                  |
| Carlos Góngora      | Medelvikt     | Buga (GER) W 14-7    | Gazis (GRE) W 12-1  | Kumar (IND) L 4-9 | Gick inte vidare | Gick inte vidare | Gick inte vidare | Gick inte vidare |
| Luis Enrique Porozo | Fjädervikt    | Navarro (DOM) W +3-3 | Yang (CHN) L 5-6    | Gick inte vidare  | Gick inte vidare | Gick inte vidare |                  |                  |

## Cykling
- Huvudartikel: Cykling vid olympiska sommarspelen 2008

### BMX
| Cyklist      | Gren          | Kvartsfinal | Kvartsfinal | Semifinal        | Semifinal        | Final            | Final            |
| Cyklist      | Gren          | Poäng       | Placering   | Poäng            | Placering        | Poäng            | Placering        |
| ------------ | ------------- | ----------- | ----------- | ---------------- | ---------------- | ---------------- | ---------------- |
| Emilio Falla | Herrarnas BMX | 17          | 6           | Gick inte vidare | Gick inte vidare | Gick inte vidare | Gick inte vidare |

## Friidrott
- Huvudartikel: Friidrott vid olympiska sommarspelen 2008

Förkortningar
- Noteringar – Placeringarna avser endast löparens eget heat
- Q = Kvalificerad till nästa omgång
- q = Kvalificerade sig till nästa omgång som den snabbaste idrottaren eller, i fältgrenarna, via placering utan att uppnå kvalgränsen.
- NR = Nationellt rekord
- N/A = Omgången ingick inte i grenen
- Bye = Idrottaren behövde inte delta i denna omgång

Herrar
Bana och landsväg
| Idrottare         | Gren       | Heat     | Heat      | Kvartsfinal      | Kvartsfinal      | Semifinal        | Semifinal        | Final            | Final            |
| Idrottare         | Gren       | Resultat | Placering | Resultat         | Placering        | Resultat         | Placering        | Resultat         | Placering        |
| ----------------- | ---------- | -------- | --------- | ---------------- | ---------------- | ---------------- | ---------------- | ---------------- | ---------------- |
| Andrés Chocho     | 20 km gång | i.u.     | i.u.      | i.u.             | i.u.             | i.u.             | i.u.             | 1:27:09          | 38               |
| Xavier Moreno     | 50 km gång | i.u.     | i.u.      | i.u.             | i.u.             | i.u.             | i.u.             | 4:07:04          | 36               |
| Franklin Nazareno | 100 m      | 10.60    | 5         | Gick inte vidare | Gick inte vidare | Gick inte vidare | Gick inte vidare | Gick inte vidare | Gick inte vidare |
| Franklin Nazareno | 200 m      | 21.26    | 8         | Gick inte vidare | Gick inte vidare | Gick inte vidare | Gick inte vidare | Gick inte vidare | Gick inte vidare |
| Jefferson Pérez   | 20 km gång | i.u.     | i.u.      | i.u.             | i.u.             | i.u.             | i.u.             | 1:19:15          | 2                |
| Byron Piedra      | 1 500 m    | 3:45.57  | 12        | i.u.             | i.u.             | Gick inte vidare | Gick inte vidare | Gick inte vidare | Gick inte vidare |
| Fausto Quinde     | 50 km gång | i.u.     | i.u.      | i.u.             | i.u.             | i.u.             | i.u.             | 3:59:28          | 25               |
| Rolando Saquipay  | 20 km gång | i.u.     | i.u.      | i.u.             | i.u.             | i.u.             | i.u.             | 1:22:32          | 20               |
| Franklin Tenorio  | Maraton    | i.u.     | i.u.      | i.u.             | i.u.             | i.u.             | i.u.             | 2:29:05          | 65               |

Fältgrenar
| Idrottare  | Gren      | Kval    | Kval      | Final            | Final            |
| Idrottare  | Gren      | Distans | Placering | Distans          | Placering        |
| ---------- | --------- | ------- | --------- | ---------------- | ---------------- |
| Hugo Chila | Längdhopp | 7.77    | 24        | Gick inte vidare | Gick inte vidare |

Damer
Bana & landsväg
| Idrottare      | Gren       | Final    | Final     |
| Idrottare      | Gren       | Resultat | Placering |
| -------------- | ---------- | -------- | --------- |
| Johana Ordóñez | 20 km gång | 1:36:26  | 36        |
| Sandra Ruales  | Maraton    | 2:35:53  | 43        |

## Judo
Herrar
| Idrottare      | Gren                    | Inledande omgång     | Sextondelsfinal               | Åttondelsfinal       | Kvartsfinal          | Semifinal            | Återkval 1                  | Återkval 2           | Återkval 3           | Final / BM           | Final / BM       |
| Idrottare      | Gren                    | Motståndare Resultat | Motståndare Resultat          | Motståndare Resultat | Motståndare Resultat | Motståndare Resultat | Motståndare Resultat        | Motståndare Resultat | Motståndare Resultat | Motståndare Resultat | Placering        |
| -------------- | ----------------------- | -------------------- | ----------------------------- | -------------------- | -------------------- | -------------------- | --------------------------- | -------------------- | -------------------- | -------------------- | ---------------- |
| Roberto Ibáñez | Halv lättvikt (-66 kg)  | BYE                  | Mehmedovic (CAN) L 0010–0011  | Gick inte vidare     | Gick inte vidare     | Gick inte vidare     | Gick inte vidare            | Gick inte vidare     | Gick inte vidare     | Gick inte vidare     | Gick inte vidare |
| Glenda Miranda | Extra lättvikt (-48 kg) | i.u.                 | Bermoy (CUB) L 0000–0001      | Gick inte vidare     | Gick inte vidare     | Gick inte vidare     | Bogdanova (RUS) L 0000–1000 | Gick inte vidare     | Gick inte vidare     | Gick inte vidare     | Gick inte vidare |
| Carmen Chalá   | Tungvikt (+78 kg)       | i.u.                 | Chikhrouhou (TUN) L 0000–1000 | Gick inte vidare     | Gick inte vidare     | Gick inte vidare     | Gick inte vidare            | Gick inte vidare     | Gick inte vidare     | Gick inte vidare     | Gick inte vidare |

## Simning
- Huvudartikel: Simning vid olympiska sommarspelen 2008

## Skytte
- Huvudartikel: Skytte vid olympiska sommarspelen 2008

## Taekwondo
| Idrottare      | Gren            | Åttondelsfinaler     | Kvartsfinaler        | Semifinaer           | Återkval             | Bronsmatch           | Final                | Final            |
| Idrottare      | Gren            | Motståndare Resultat | Motståndare Resultat | Motståndare Resultat | Motståndare Resultat | Motståndare Resultat | Motståndare Resultat | Placering        |
| -------------- | --------------- | -------------------- | -------------------- | -------------------- | -------------------- | -------------------- | -------------------- | ---------------- |
| Lorena Benítes | Damernas +67 kg | Marton (AUS) L 0–2   | Gick inte vidare     | Gick inte vidare     | Gick inte vidare     | Gick inte vidare     | Gick inte vidare     | Gick inte vidare |

## Tennis
| Spelare          | Gren       | Omgång 1                      | Omgång 2          | Åttondelsfinaler  | Kvartsfinaler     | Semifinaler       | Final / BM        | Final / BM       |
| Spelare          | Gren       | Motståndare Poäng             | Motståndare Poäng | Motståndare Poäng | Motståndare Poäng | Motståndare Poäng | Motståndare Poäng | Placering        |
| ---------------- | ---------- | ----------------------------- | ----------------- | ----------------- | ----------------- | ----------------- | ----------------- | ---------------- |
| Nicolás Lapentti | Herrsingel | Mathieu (FRA) L 6–7(4–7), 2–6 | Gick inte vidare  | Gick inte vidare  | Gick inte vidare  | Gick inte vidare  | Gick inte vidare  | Gick inte vidare |

## Tyngdlyftning
- Huvudartikel: Tyngdlyftning vid olympiska sommarspelen 2008